# أويو (ولاية)
ولاية أويو هي إحدى الولايات الست وثلاثين المكونة لنيجيريا. الإنجليزية هي اللغة الرسمية. السكان من قبائل يوروبا، وهم مزارعون ويفضلون المعيشة في الأماكن الحضرية المزدحمة.

## أعلام
- سيغون ألوانيي